# Route du Grand-Maréchal
La route du Grand-Maréchal est une voie située dans le 12e arrondissement de Paris, en France.

## Origine du nom

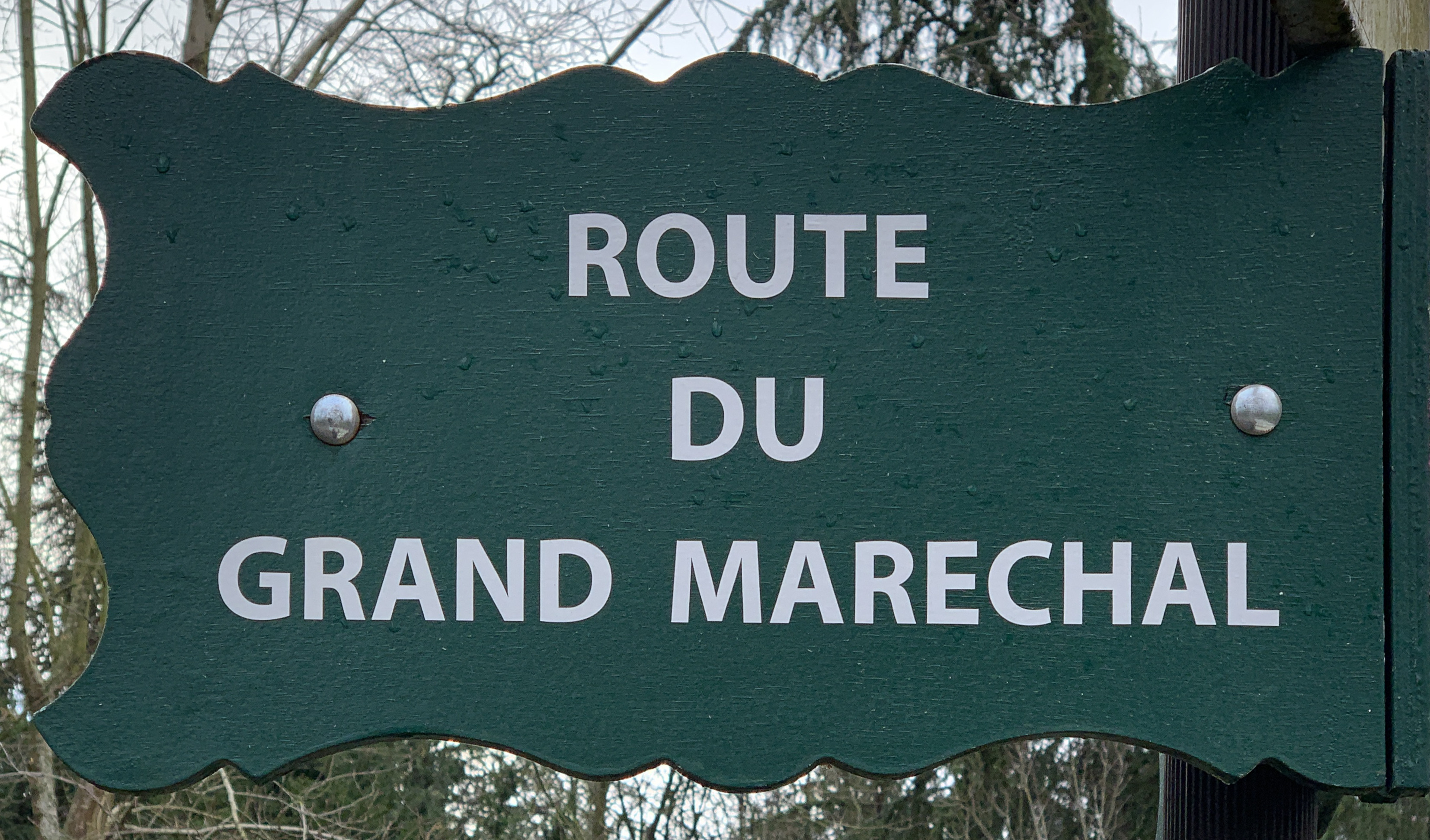
Plaque de la route.